# Overkammer

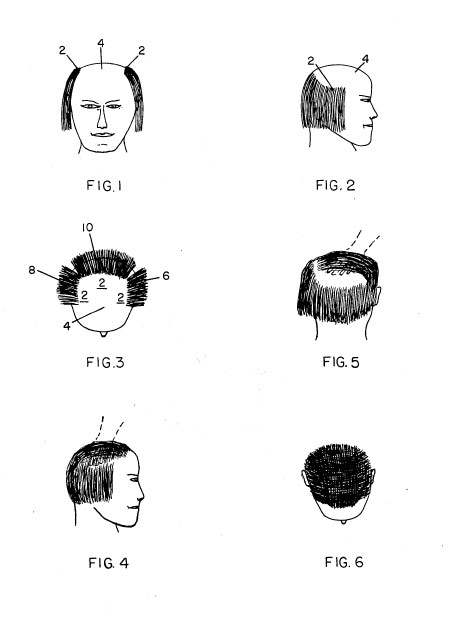
Een overkamtechniek waarop in 1977 een Amerikaans patent werd verleend.

Een overkammer is een kalende man die het restant van zijn haar over de kale delen van het hoofd kamt in de vorm van het kapsel comb-over.
Dit betekent vaak dat de haren aan de zijkant van het hoofd langer moeten groeien, zodat deze de kale of kalende plekken kunnen bedekken. Deze techniek is echter moeilijk goed toe te passen en leidt naarmate de kaalheid vordert tot steeds minder bevredigende resultaten. Er zijn mannen die bij beginnende kaalheid gaan overkammen, maar daar later mee stoppen. Anderen blijven hun leven lang overkammen.
Typerend is het steeds lager aanbrengen van de scheiding in het haar. Bovendien ontstaat uiteindelijk bij toenemende kaalheid het zogenaamde overkam-matje: een streng lang gehouden haren die over het kale hoofd 'gevouwen' wordt. Soms wordt ze met gel vastgeplakt.
De comb-over was populair tot in de jaren 1970 en 1980. Daarna raakte het kapsel uit de mode.

## Bekende overkammers

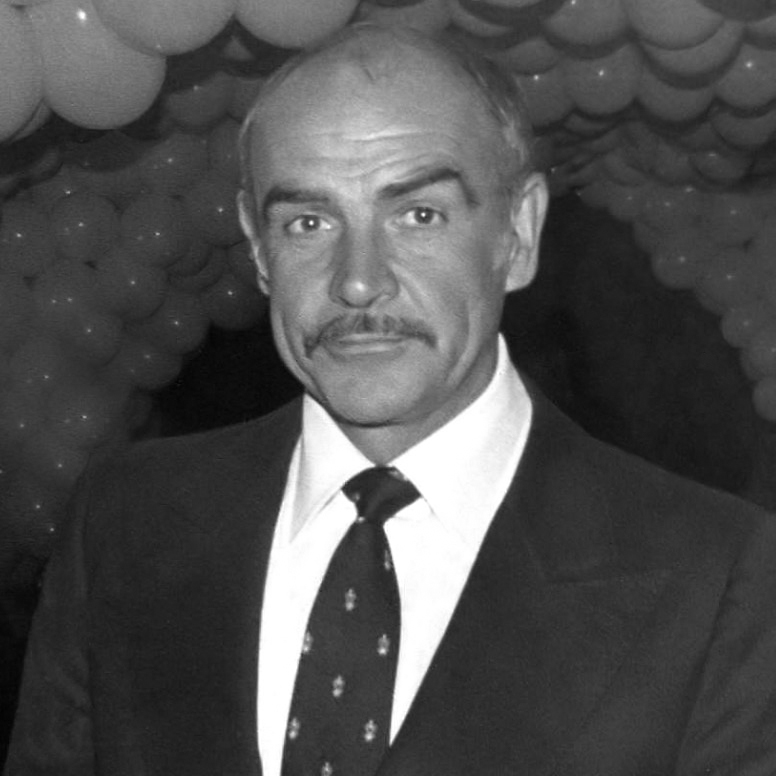
Sean Connery

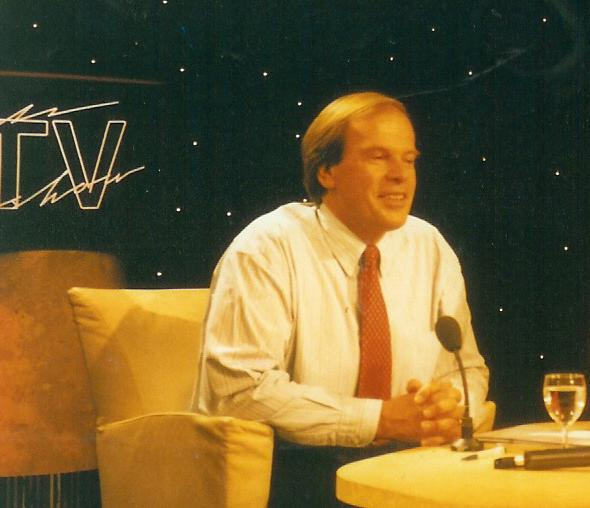
Ivo Niehe

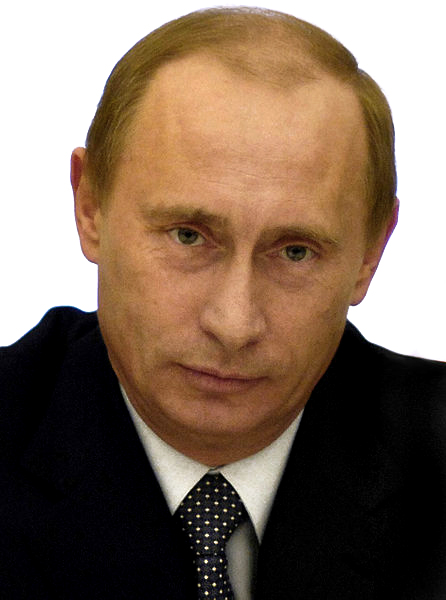
Vladimir Poetin

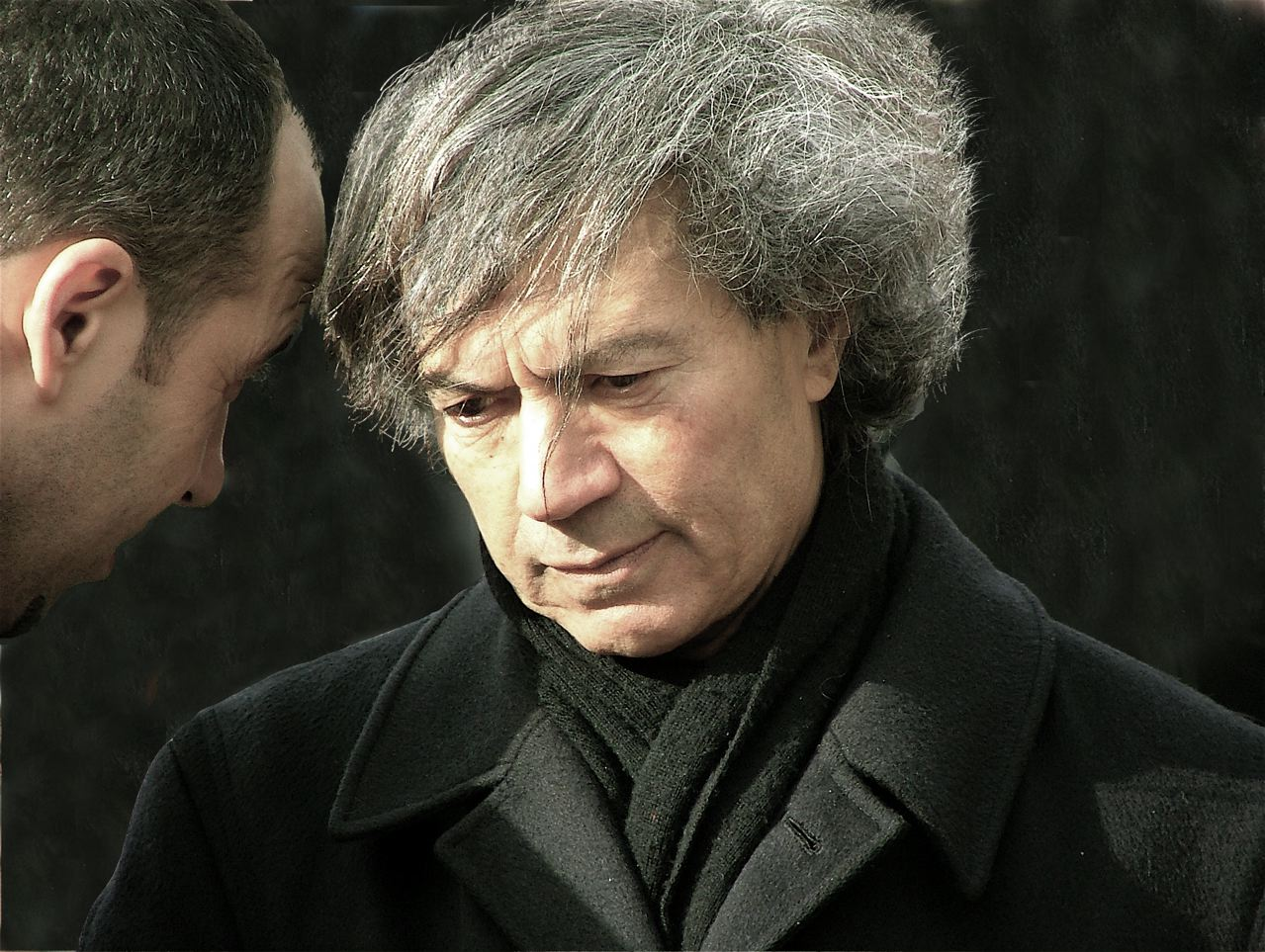
Mohamed Rabbae

Bekende voorbeelden van (voormalige) overkammers zijn:
- Abdelaziz Bouteflika, Algerijns politicus
- Anthony Burgess, Brits schrijver
- Bobby Charlton, Brits voetballer
- Bas de Gaay Fortman, Nederlands politicus
- Rudy Giuliani, Amerikaans politicus (gestopt in 2002 op aandringen van zijn omgeving)[4]
- Rob Houwer, Nederlands filmmaker
- Neil Kinnock, Brits politicus (inmiddels opgehouden)
- Peter Koelewijn, Nederlands musicus en zanger (inmiddels opgehouden)
- Helmut Kohl, Duits politicus
- Aleksandr Loekasjenko, Wit-Russisch politicus
- Joseph Luns, Nederlands politicus
- Karel Van Miert, Belgisch Eurocommissaris
- Benjamin Netanyahu, Israëlisch politicus
- Ivo Niehe, Nederlands televisiemaker
- Vladimir Poetin, Russisch politicus[5]